# قسم بشتكوه الريفي (مقاطعة أردل)
قسم بشتکوه الريفي (بالفارسية: دهستان پشتکوه) هي قسم تقع في إيران في قسم. يقدر عدد سكانها بـ 20,878 نسمة .